# Swedish Open 2013
Lo Swedish Open 2013 è stato un torneo di tennis giocato sulla terra rossa facente parte della categoria ATP World Tour 250 series nell'ambito dell'ATP World Tour 2013 e della categoria International nell'ambito del WTA Tour 2013. Sia il torneo maschile che femminile si sono giocati a Båstad in Svezia. Il torneo maschile si è giocato dal 6 al 14 luglio 2013 con il nome di SkiStar Swedish Open 2013, mentre quello femminile si è tenuto dal 13 al 21 luglio 2013 con il nome di Collector Swedish Open 2013.

## Partecipanti ATP

### Teste di serie
| Nazionalità | Giocatore         | Ranking* | Testa di serie |
| ----------- | ----------------- | -------- | -------------- |
| Rep. Ceca   | Tomáš Berdych     | 6        | 1              |
| Spagna      | Nicolás Almagro   | 16       | 2              |
| Argentina   | Juan Mónaco       | 20       | 3              |
| Spagna      | Tommy Robredo     | 29       | 4              |
| Bulgaria    | Grigor Dimitrov   | 31       | 5              |
| Serbia      | Viktor Troicki    | 44       | 6              |
| Argentina   | Horacio Zeballos  | 52       | 7              |
| Spagna      | Fernando Verdasco | 54       | 8              |

* Ranking del 24 giugno 2013.

### Altri partecipanti
I giocatori seguenti hanno ricevuto una wild card per l'ingresso nel tabellone principale singolare:
- Markus Eriksson
- Andreas Vinciguerra
- Elias Ymer

I giocatori seguenti hanno superato tutti i turni di qualificazione per il tabellone principale singolare:

- Henri Laaksonen
- Julian Reister
- Diego Schwartzman
- Antonio Veić

Lucky Loser
- Marius Copil

## Partecipanti WTA

### Teste di serie
| Nazionalità | Giocatrice             | Ranking* | Testa di serie |
| ----------- | ---------------------- | -------- | -------------- |
| Stati Uniti | Serena Williams        | 1        | 1              |
| Romania     | Simona Halep           | 30       | 2              |
| Rep. Ceca   | Klára Zakopalová       | 42       | 3              |
| Bulgaria    | Cvetana Pironkova      | 57       | 4              |
| Spagna      | Lourdes Domínguez Lino | 58       | 5              |
| Ucraina     | Lesja Curenko          | 61       | 6              |
| Spagna      | Sílvia Soler Espinosa  | 75       | 7              |
| Svezia      | Johanna Larsson        | 77       | 8              |

* Ranking dell'8 luglio 2013.

### Altre partecipanti
Le seguenti giocatrici hanno ricevuto una wild-card per il tabellone principale:
- Ellen Allgurin
- Belinda Bencic
- Rebecca Peterson

Le seguenti giocatrici sono entrate nel tabellone principale passando dalle qualificazioni:

- Andrea Gámiz
- Anastasia Grymalska
- Richèl Hogenkamp
- Lesley Kerkhove

## Campioni

### Singolare maschile
Carlos Berlocq ha sconfitto in finale  Fernando Verdasco per 7-5, 6-1.
- È il primo titolo in carriera per Berlocq.

### Singolare femminile
Serena Williams ha sconfitto in finale  Johanna Larsson per 6-4, 6-1.
- È il cinquantatreesimo titolo in carriera per Serena Williams, il settimo del 2013.

### Doppio maschile
Nicholas Monroe /  Simon Stadler hanno sconfitto in finale  Carlos Berlocq /  Albert Ramos Viñolas per 6-2, 3-6, [10-3].

### Doppio femminile
Anabel Medina Garrigues /  Klára Zakopalová hanno sconfitto in finale  Alexandra Dulgheru /  Flavia Pennetta per 6-1, 6-4.